# Маргалиот-Кальварийский, Хаим
Хаим Маргалиот-Кальварийский (ивр. חיים מרגליות-קלווריסקי‎, распространён также вариант Маргалит, ивр. מרגלית‎; 25 марта 1868, поместье Доброчертков, близ Пржеросля, Сувалкская губерния, Российская империя  –  19 января 1947, Иерусалим)  –  агроном, отвечавший за поселение евреев в Галилее. В результате его деятельностии еврейское население в Галилее увеличилось, были созданы рабочие места для  евреев и зачатки системы еврейского образования.
Организовывая еврейские поселения, Кальварийский старался сохранить и упрочить дружеские связи с арабскими соседями. Благодаря ему в 1914 году  была установлена связь между руководством сионистского движения и королем Фейсалом. После Первой мировой войны, также благодаря Кальварийскому появилась возможность контактов руководства ишува с правительством Сирии. В Еврейском агентстве и Национальном комитете он отвечал за связи с арабским населением Палестины. Придерживался идеи о создании в регионе двунационального еврейско-арабского государства. Считал, что Земля Израиля может быть частью федерации на Ближнем Востоке. Был одним из основателей организации «Брит Шалом».

## Биография
Кальварийский родился в семье землевладельца Ошера Юдель-Лейбовича Кальварийского (1826—1887) и Шейны-Бейлы Хаимовны Мышковской. Получил традиционное еврейское образование, а также закончил русскую гимназию. Был активным членом движения Ховевей Цион. Не сумев поступить из-за процентной нормы в Петровскую земледельческую и лесную академию в Подмосковье, уехал в Монпелье, где окончил Высшее агрономическое училище. Женился на Эстер, урожденной Гликштейн, сестре Ривки Гликштейн, жены доктора Гилеля Яффе.
В 1895 году Кальварийский эмигрировал в Эрец Исраэль и поселился в Яффо . Был секретарем тайного сионистского ордена «Бней Моше», основанного Ахад-ха-Амом в Яффо. В течение двух лет он работал преподавателем в сельскохозяйственной школе Микве-Исраэль.

### Покупка земель в Нижней Галилее и в Иорданской долине
В 1898 – 1900 гг. Маргалиот-Кальварийский был агрономом и представителем администрации барона Э. де Ротшильда в мошаве Мишмар ха-Ярден и на ферме Саджера.
В 1901 году Еврейское колонизационное общество  (ЕКО) предложило Кальварийскому купить земли в Галилее для организации здесь еврейских поселений. Имея опыт в подобных покупках, Кальварийский понимал, что приобретённые  земли следует незамедлительно застроить и начать обрабатывать. Иначе, согласно законам Османской империи, покупка будет считаться недействительной и, таким образом, большие деньги, вложенные в покупку, пропадут. За пять последующих лет своей жизни в Нижней Галилее Кальварийский купил около 80 тыс. дунамов земель и в течение  1901–1908 гг. организовал на приобретенных землях семь поселений: Кинерет, Милхамия (Менахемия), Явнеэль и Бейт-Ган, Кфар-Тавор, Илания. и Мицпе. На одном из участков, приобретённых им в деревне Ум Джуни, в южной части озера Кинерет, в месте где из озера вытекала река Иордан, позже возникли кибуцы Кинерет и Дгания Алеф. 
Маргалит-Кальварийский управлял построенными в Нижней Галилее поселениями от имени ЕКО. В это время он организовал в Саджере опытную сельскохозяйственную ферму для подготовки халуцим к земледельческому труду. Среди тех, кто прошёл обучение на ферме в Саджере, был  Д. Бен-Гурион.
По плану Кальварийского фермеры получали в аренду большой участок площадью в 300 дунамов, а также средства для покупки сельскохозяйственного оборудования, домашнего скота и строительства дома с фермерским двором, который включал бы сарай, сеновал, и помещения для животных. Это позволило бы фермерам зарабатывать на жизнь производительным сельскохозяйственным трудом в условиях Нижней Галилеи, выплачивая аренду на выгодных условиях.
В течение нескольких лет около 200 еврейских фермеров арендовали землю и обосновались в Галилее.
На первый взгляд, условия для организации поселений в Галилее были хорошими: здесь имелась плодородная земля и много воды, не было болот, были средства для поселения, которые выделяло Еврейское колонизационное общество, имелись молодые фермеры с опытом работы в сельском хозяйстве, арабские соседи были мирными и, наконец, во главе всего предприятия стоял «человек сионистских взглядов с сердцем и душой, ладящий с людьми, с хорошим умом и приятным характером, и его отношение к работникам и чиновникам было очень хорошим».Но на практике всё обстояло гораздо хуже. В 1905 году была большая засуха, в результате чего урожая почти не собрали. Не было денег, чтобы покупать семена и корм для скота. Не хватило даже денег на уплату налога турецкому правительству. В результате фермерские хозяйства оказались на грани разорения.
Кальварийский, как представитель Еврейского колонизационного общества пришел им на помощь и предложил изменить условия договоров. Согласно новым договорённостям:
- Фермеры становились арендаторами. Их долги реструктурировались, их следовало выплатить в течение 25 лет по низким процентным ставкам.
- Фермеры не имели более права продавать или дарить свою долю, а также не имели права нанимать работников без разрешения служащих колонизационного общества.
- Фермеры должен был продолжать платить налоги правительству.
- При невыполнении обязательств арендуемая фермерами земля у них изымалась.

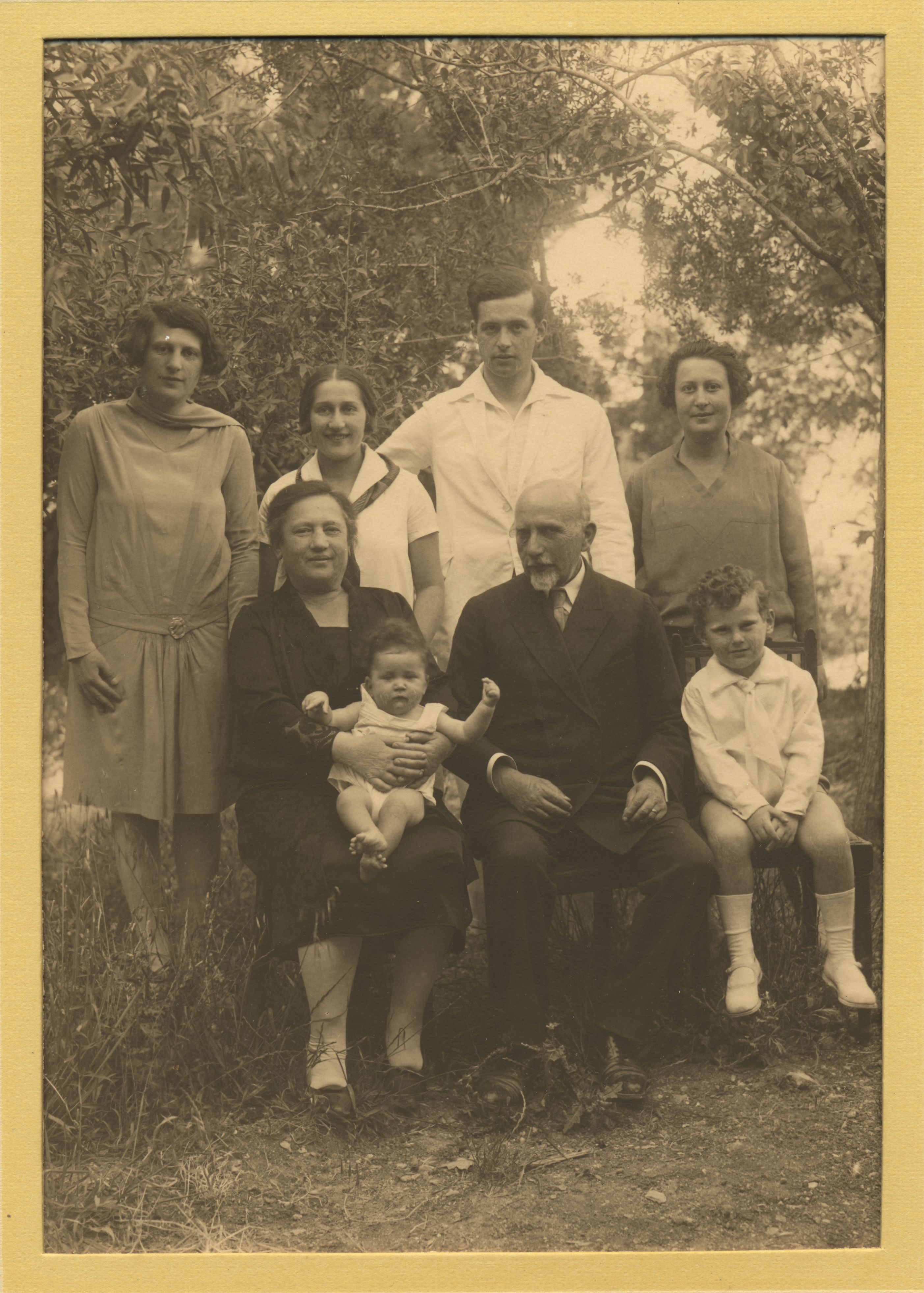
Хаим Маргалиот-Кальвариский со своей семьёй. Слева от него его жена Эстер. Начало 30-х годов в Иерусалиме

Кальварийский продолжал свою деятельность и купил 18 тыс. дунамов земли в Иорданской долине, в месте где река Иордан вытекает из озера Кинерет. Чиновники Еврейского колонизационного общества не одобрили столь крупную покупку и были согласны оплатить только две трети суммы. Тогда Кальварийский убедил Залмана Давида Левонтина, управляющего  Англо-Палестинским банком, сделать банк партнером в приобретении этих земель, и покупка была совершена.
Именно на этих землях были построены ферма Кинерет и первый кибуц Дгания.

### Первая мировая война
В годы Первой мировой войны связи местых чиновников Еврейского колонизационного общества в Эрец-Исраэль с парижским руководством прервались. Хаим Маргалиот-Кальварийский был единственным, кто согласился взять на себя ответственность за происходящее на купленных и заселённых землях. Таким образом, он фактически стал руководителем всех поселений в Палестине.
Маргалиот-Кальварийский много сделал для защиты еврейского населения от преследований турецкой администрации, особенно после раскрытия подпольной организации Нили. При его содействии были основаны поселения Айелет ха-Шахар, Маханаим, Тель-Хай и Кфар-Гил‘ади, ставшие форпостами в заселении Верхней Галилеи.

## Контакты с арабами
Кальварийский основал школу для арабских детей в селе Джани близ Рош-Пины. Он посвятил себя установлению примирения с лидерами арабского национального движения. Благодаря посредничеству Кальварийского в 1914 году состоялась встреча Нахума Соколова и короля Фейсала. Спустя несколько лет, в 1918 году, остоялась еще одна встреча с представителями правительства Сирии. Все с целью установления сотрудничества между евреями и арабами.

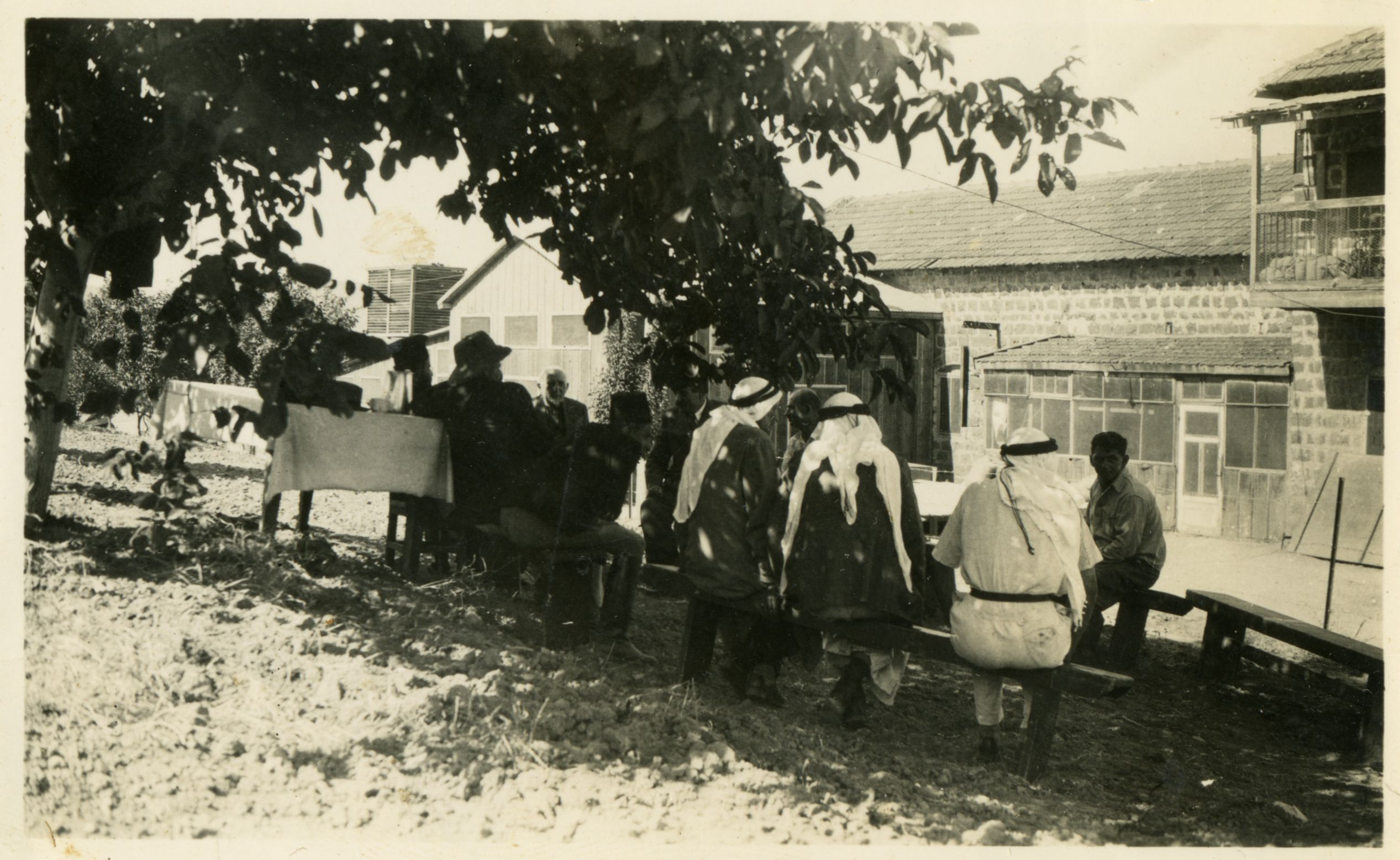
Хаим Маргалиот-Кальварийский в день своего семидесятилетия в Айелет Ха-Шахар

Его позиции в пользу двунационального, еврейского и арабского образования и его активное участие в таких движениях, как «Брит Шалом» , «Вперёд, на Восток!» и «Лига еврейско-арабского сосуществования и сотрудничества», не приветствовались сионистскими лидерами.
Овдовев, Кальварийский переехал жить к своей дочери Хермоне в северный Тальпиот, в Иерусалиме.

## Память
В честь Хаима Маргалиота-Кальварийского названо поселение Маргалиот в Верхней Галилее.
В 2008 опубликован роман Алона Хило «Поместье Джани», героем которого является Хаим Маргалиот-Кальварйиский  . Несмотря на то, что автор заявлял о том, что герой книги вымышлен, в романе  были использованы реальные подробности биографии Кальварийского. Это вызвало публичный протест со стороны потомков Кальварийского, которые подали на автора в суд. В примирительном соглашении, подписанном сторонами, автор и издатель обязались в будущих переводах книги изменить имя героя на Исаака Ломинского, не использовать рукописную книгу Кальварийского и указать на первой странице книги, что это вымышленная история.
Эльяким Рубинштейн провел исследование места Кальварийского в истории ишува. В своих исследованиях Рубинштейн делит жизнь Кальварийского на две части: первая, когда он был сосредоточенна покупке земли, а вторая –  когда он пытался установить мирное сотрудничество между евреями и арабами. По словам Рубинштейна: «Он был поборником выкупа земли, и благодаря ему были основаны многие поселения в Галилее. Он был очень успешной организатором, и люди того периода говорили, что у него отличный талант». Рубинштейн объясняет, почему Кальварийский был забыт: «Они удалили его, потому что он был своего рода левой стороной. В последние годы его жизни главным были Давид Бен-Гурион, а взгляды Кальварийского были очень далеки от взглядов лидера. Если вы много лет маргинализированы и у вас нет общественного круга, партии или движения, ваша память сотрётся из всех сердец».
Рубинштейн выступил с лекцией в марте 2018 года о деятельности Кальварийского на 20-й Галилейской научно-исследовательской конференции в академическом колледже Тель-Хай 